# Alberto San Juan
Alberto San Juan Guijarro (Madrid, 11 gennaio 1968) è un attore e drammaturgo spagnolo.

## Biografia
Figlio del vignettista Máximo San Juan, dopo gli studi di giornalismo, San Juan si iscrisse ai corsi di recitazione tenuti da Cristina Rota e divenne un attore.
Dopo aver preso parte ad alcune serie televisive, San Juan si affermò come attore cinematografico recitando in alcuni film di successo come L'altro lato del letto (2002), per il quale ottenne una nomination al Premio Goya nel 2003 come miglior attore non protagonista.
Sei anni più tardi riuscì ad ottenere un Premio Goya, nella categoria miglior attore protagonista, per il film Bajo las estrellas. Nel 2009 ottenne un riconoscimento come miglior attore protagonista nel corso della Semana Internacional de Cine de Valladolid per il suo lavoro nel film La isla interior (2009).
Sebbene operi sia nel settore del cinema che in quello della televisione, San Juan si ritiene prevalentemente un attore teatrale e fa parte della compagnia Animalario. In questo campo ha lavorato anche come autore: nel 2007 scrisse Argelino servidor de dos amos, un adattamento moderno della celebre commedia di Goldoni Il servitore di due padroni.
San Juan non ha mai nascosto le sue ideologie politiche e nel 2011 espresse il proprio sostegno verso la coalizione Sinistra Unita. L'anno seguente fece discutere una sua intervista al quotidiano El Mundo in cui, rispondendo ad una domanda sugli intellettuali di destra, affermò che secondo lui questi non possono esistere perché o si è intellettuali o si è di destra.

## Filmografia parziale

### Cinema
- Airbag - Tre uomini e un casino (Airbag), regia di Juanma Bajo Ulloa (1997)
- Insomnio, regia di Chus Gutiérrez (1998)
- La città dei prodigi, regia di Mario Camus (1998)
- Tra le gambe (Entre las piernas), regia di Manuel Gómez Pereira (1999)
- Los lobos de Washington, regia di Mariano Barroso (1999)
- La mujer más fea del mundo, regia di Miguel Bardem (1999)
- Sobreviviré, regia di Alfonso Albacete e David Menkes (1999)
- Zapping, regia di Juan Manuel Chumilla-Carbajosa (1999)
- Cupido in vena di scherzi (Km. 0), regia di Yolanda García Serrano e Juan Luis Iborra (2000)
- L'altro lato del letto (El otro lado de la cama), regia di Emilio Martínez Lázaro (2002)
- Días de fútbol, regia di David Serrano (2003)
- Haz conmigo lo que quieras, regia di Ramón De España (2003)
- Horas de luz, regia di Manolo Matji (2004)
- Agujeros en el cielo, regia di Pedro Mari Santos (2004)
- Los 2 lados de la cama, regia di Emilio Martínez Lázaro (2005)
- Días de cine, regia di David Serrano (2007)
- Bajo las estrellas, regia di Félix Viscarret (2007)
- Casual Day, regia di Max Lemcke (2007)
- Le 13 rose, regia di Emilio Martínez Lázaro (2007)
- Gente de mala calidad, regia di Juan Cavestany (2008)
- La vergüenza, regia di David Planell (2009)
- La isla interior, regia di Dunia Ayaso e Félix Sabroso (2009)
- Bed Time (Mientras duermes), regia di Jaume Balagueró (2011)
- La montaña rusa, regia di Emilio Martínez Lázaro (2012)
- Una pistola en cada mano, regia di Cesc Gay (2012)
- Le pecore non perdono il treno (Las Ovejas no Pierden el Tren), regia di Álvaro Fernández Armero (2014)
- The Queen of Spain (La reina de España), regia di Fernando Trueba (2016)
- Sentimental, regia di Cesc Gay (2020)

### Televisione
- Éste es mi barrio – serie TV, 6 episodi (1996-1997)
- Más que amigos – serie TV, 25 episodi (1997-1998)
- Pelotas – serie TV, 4 episodi (2010)
- Carlos, Rey Emperador – serie TV, 7 episodi (2015)
- Cristóbal Balenciaga - serie TV, 6 episodi (2023)

## Riconoscimenti
- Premio Goya
  - 2021 – Miglior attore non protagonista per Sentimental[3]